# Église Saint-Georges de Gesnes
L'église Saint-Georges est située à Gesnes, en Mayenne.

## Histoire
L'église est dédiée à Georges de Lydda. Trois vitraux du maître verrier chartrain Charles Lorin sont répertoriés dans l'inventaire général du patrimoine culturel : saint Georges, saint Jean-Baptiste et saint Julien du Mans.

### Ancienne église
L'ancienne église est remplacée en 1875. Dédiée à saint Georges, elle était construite en petit appareil et conservait au nord de petites baies romanes. Une statue de la Vierge, assise, de grande taille, portant l'Enfant-Jésus sur ses genoux, datait du XIIIe siècle ou du XIVe siècle. Un autre groupe, l'Annonciation (XVIIe siècle), de petite dimension mais habilement sculpté en pierre dure, a disparu à la fin du XIXe siècle.

## Église actuelle
La nouvelle église est construite en 1875 sur plans d'Eugène Hawke et devis de 27 982 francs. De style néo-roman, elle comprend une tour en granit à toit imbriqué de la même pierre.
Dans la nouvelle église, on trouve deux belles stalles curiales du XVe siècle en chêne, dont les miséricordes figurent l'une un moine, l'autre un animal bizarre à tête humaine.
On peut signaler encore une garniture de chandeliers d'autel de style Henri IV, et un christ en ivoire de 30 cm de hauteur. Un morceau de pierre tombale avec inscription gothique est placé sous le pied des fonts. La messe du Saint-Nom de Jésus, le vendredi, fondée par Jean Ricoul, prêtre, décédé le 17 novembre 1633, était desservie par le prêtre sacristain.
Une confrérie du même vocable érigée par Innocent X, en 1642, reçut une rente de 25 livres de Jean Boisseau, marchand au village du Fretay.
L'inventaire eut lieu le 16 février 1906. M. Drouet, curé, a protesté dans une lettre adressée aux journaux contre la complaisance qu'on l'accusait d'avoir prêtée à l'opération.

L'église Saint-Georges
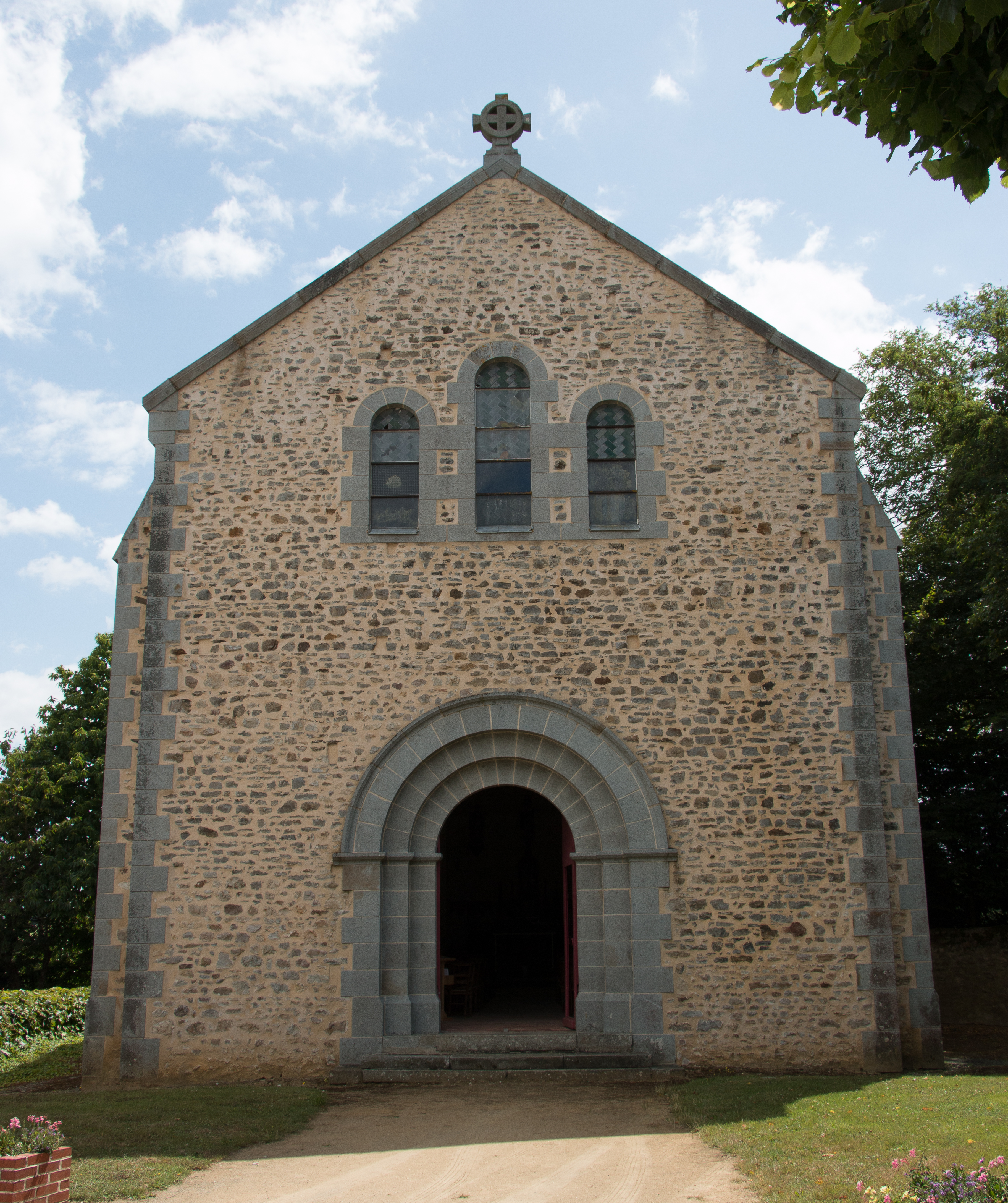
Église Saint-Georges de Gesnes.
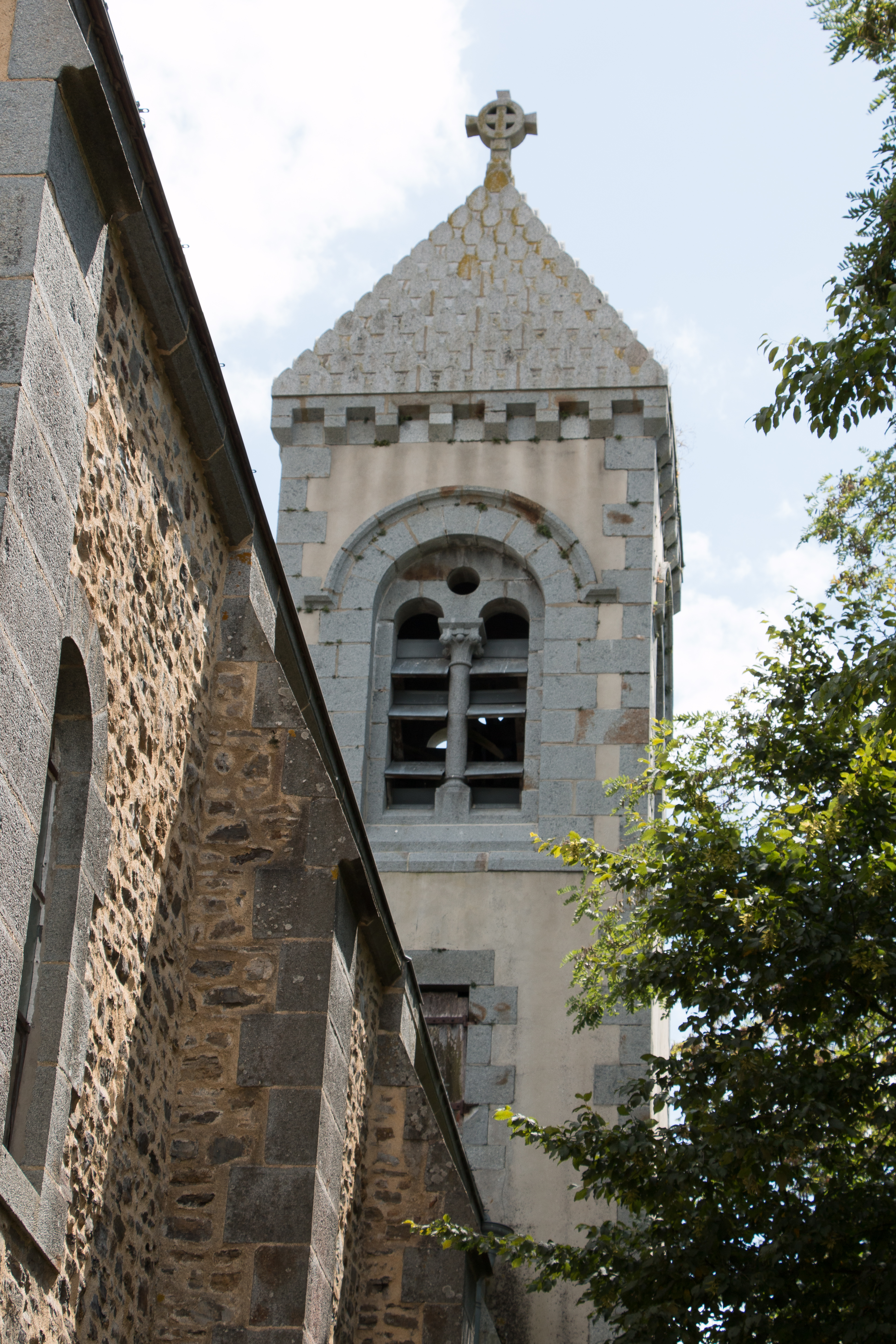
Clocher de l'église.
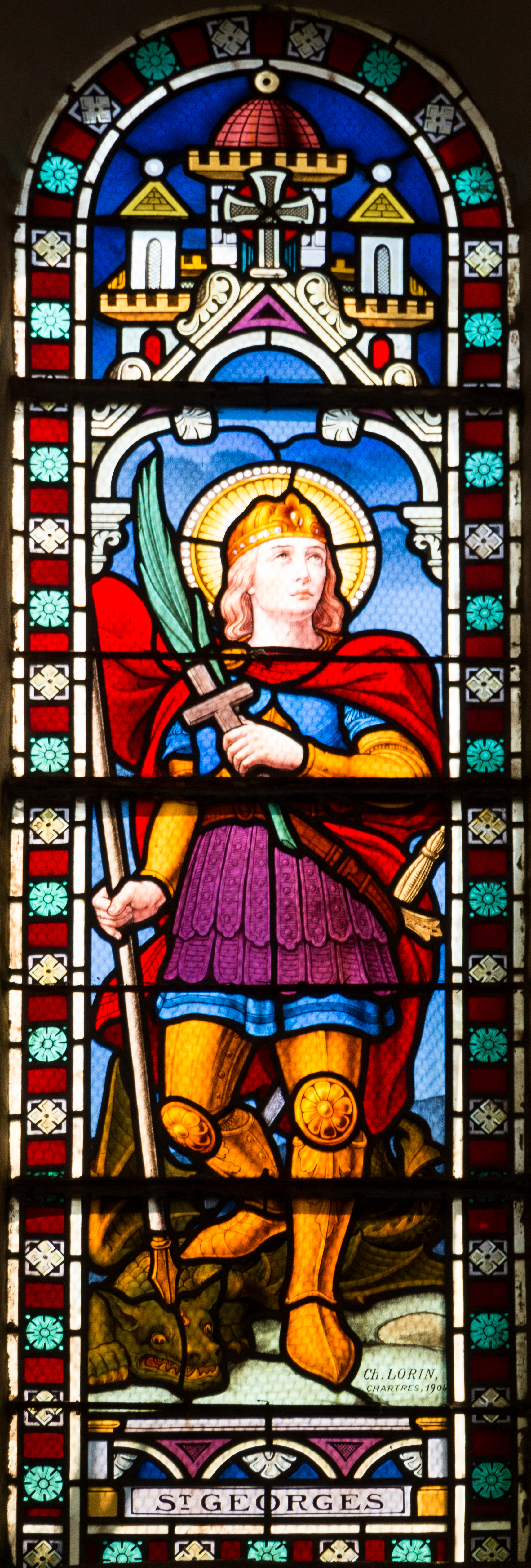
Vitrail de saint Georges, signé "Ch. Lorin, Chartres, 1904".
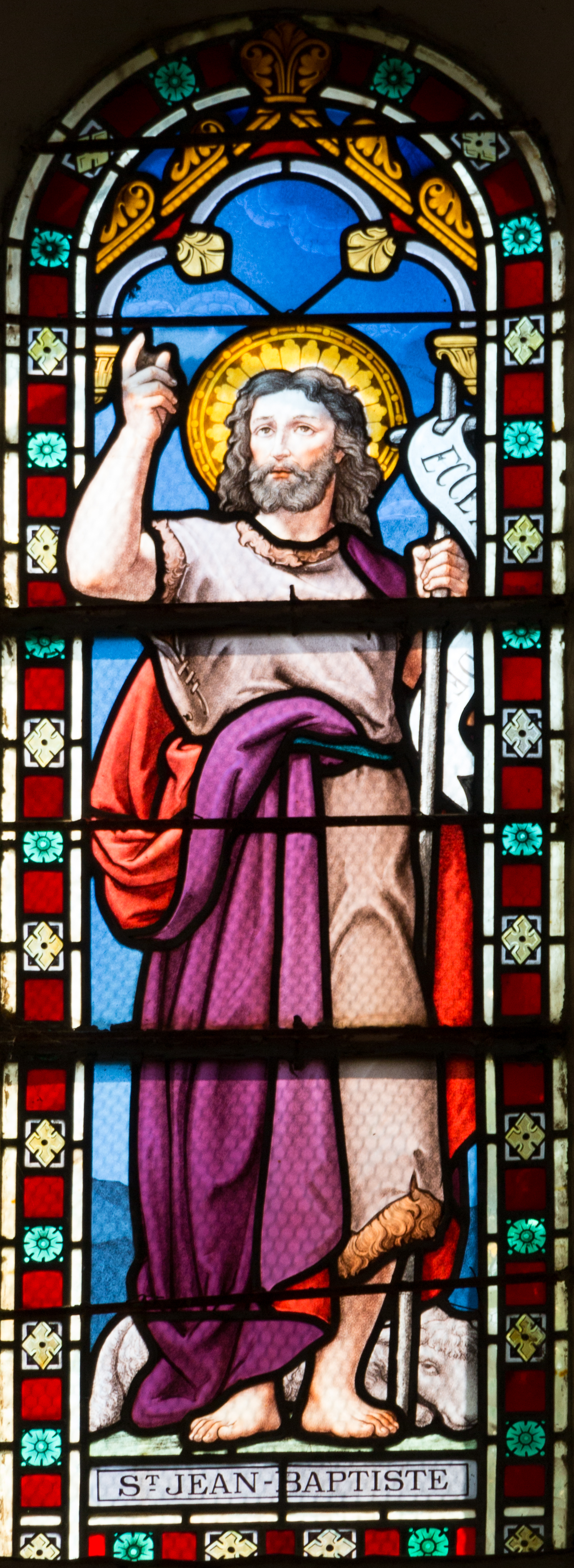
Vitrail de saint Jean-Baptiste.
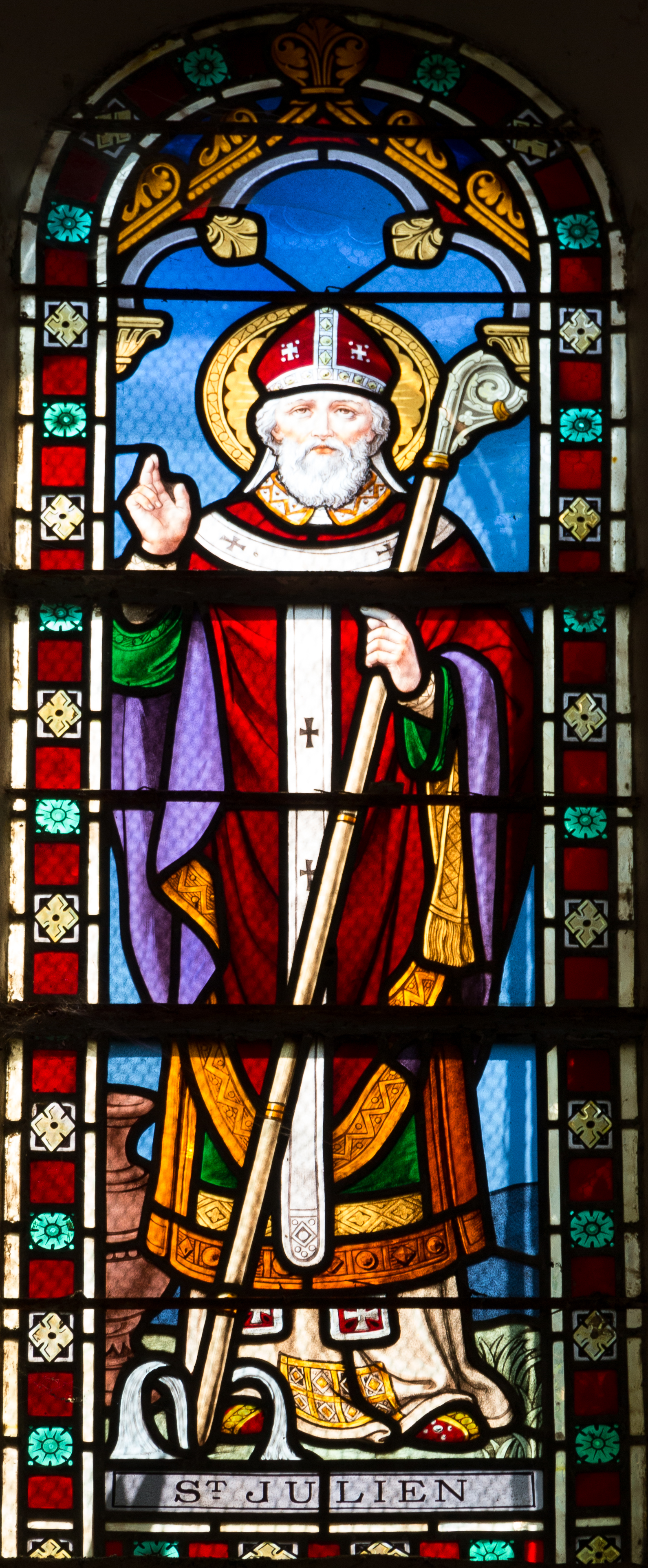
Vitrail de saint Julien.

## Source
- « Église Saint-Georges de Gesnes », dans Alphonse-Victor Angot et Ferdinand Gaugain, Dictionnaire historique, topographique et biographique de la Mayenne, Laval, A. Goupil, 1900-1910 [détail des éditions] (BNF 34106789, présentation en ligne)